# Deutscher Soldatenfriedhof Steenwerck
Het Deutscher Soldatenfriedhof Steenwerck is een militaire begraafplaats in de Franse gemeente Steenwerk. Er rusten 2.048 Duitse soldaten die sneuvelden in de Eerste Wereldoorlog, waarvan er drie onbekend bleven. De begraafplaats ligt een kilometer ten oosten van het dorpscentrum, bij de weg naar het gehucht Pont d'Achelles, dat aan de Belgische grens ligt. De begraafplaats bevindt zich vlak voor de brug van de weg over de snelweg A25/E42. Metalen kruisen waaronder 2 tot 4 doden liggen tonen de namen van de gesneuvelden. Het is een begraafplaats van de Volksbund Deutsche Kriegsgräberfürsorge.
Steenwerk lag tijdens de oorlog nabij het Westfront. In april 1918 rukten de Duitsers tijdens hun lenteoffensief een laatste maal westwaarts op. Op dat moment legden zij de begraafplaats in Steenwerk aan en bleven deze gebruiken tot het geallieerde bevrijdingsoffensief later dat jaar. Na de oorlog werd de begraafplaats nog uitgebreid met gesneuvelden die de Franse militaire overheid vanuit de omgeving overbracht.
Op het eind van de jaren 1920 werden de eerste aanpassingswerken aan de begraafplaats uitgevoerd. In 1969 werden hier nog 12 Duitse soldaten begraven die waren teruggevonden bij bouwwerken in de omgeving. In 1979 werden de houten kruisen vervangen door metalen kruisen, met uitzondering van de twee Joodse graven die een gedenksteen met Hebreeuwse tekst hebben.